# Wertbrief

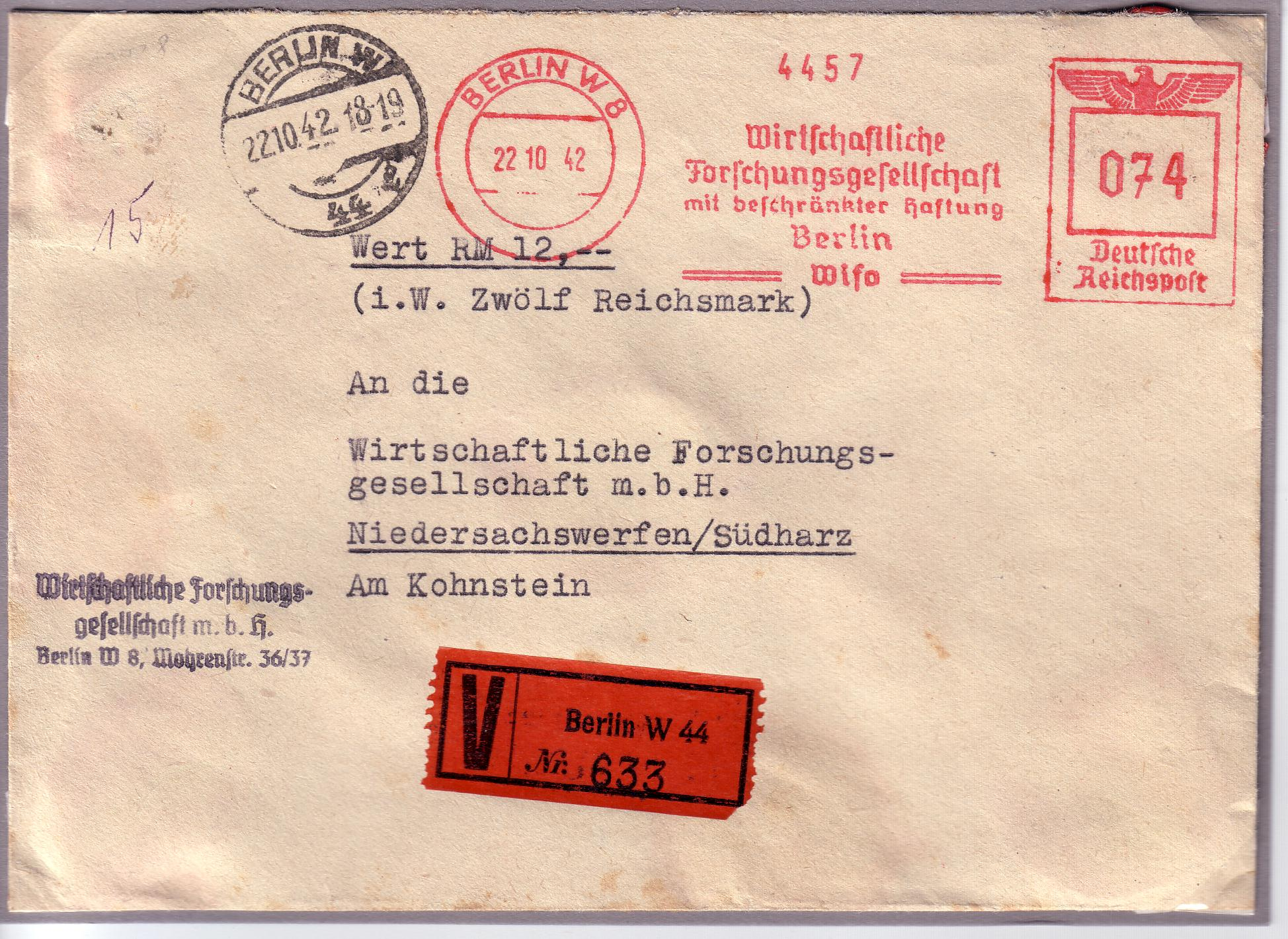
Wertbrief, erkennbar am roten V-Zettel

Wertbrief bzw. Wertpaket (franz.: Valeur déclarée = Weltpostverein-Sprache) bezeichnet eine besondere Versendungsform im Postwesen.
Zulässig ist dabei der Versand von Valoren begrenzt auf länderspezifische Höchstwerte für Valoren der Klasse I und für Valoren der Klasse II.
Das Postunternehmen haftet für den Verlust oder eine Beschädigung in Höhe des Schadens bis zum Betrag der Wertangabe, solange die Höchstwerte eingehalten wurden.
Neben dem normalen Entgelt für den Brief bzw. das Paket ist auch noch ein von der Höhe des angegebenen Wertbetrags abhängiges Wertentgelt zu bezahlen (eine Art Versicherungsprämie).

## Geschichte
Sendungen von Wert wurden von den unter der Schirmherrschaft des Kaisers stehenden Thurn und Taxisschen Postanstalten vor Einrichtung der fahrenden Posten nur mit größter Vorsicht und lediglich in geringem Umfang angenommen, weil Boten leicht überfallen werden konnten, sodass keine ausreichende Sicherheit der Zustellung gewährleistet war.
Seit dem Bestehen der fahrenden Posten unterschied man die Postsachen: Einerseits als Briefpostsendungen, die mit den reitenden Posten befördert wurden, und andererseits als Fahrpostsendungen, die mit der fahrenden Post befördert wurden. Zu den Fahrpostsendungen gehörten Wertsendungen sowie alles, was das übliche Briefgewicht überstieg.
Mit dem preußischen Postgesetz von 1852 wurde ein Postzwang für gemünztes Geld und Papiergeld, ungemünztes Gold und Silber, Juwelen und Pretiosen ohne Unterschied des Gewichts ausdrücklich ausgesprochen. Das Postgesetz des Norddeutschen Bundes von 1867 hob den Postzwang wieder auf. Bayern unterwarf nach Übernahme durch den Staat bereits 1808 alle Briefe, Pakete bis 15 Pfund Münchner Gewicht und bares Geld dem Postzwang.
Anfangs mussten die Briefe mit Geld und Geldwert offen zur Post gebracht werden. Der Postbeamte stellte den Wert fest und versiegelte den Brief. Alle Pakete mussten versiegelt sein. Mit dem Zwang, den Wert der Sendung anzugeben, war die Gewährleistung verbunden, was sich in den Fahrpostgebühren niederschlug. In Preußen war schon ab dem Jahr 1712 eine Wertangabe bekannt. Hierbei war es nicht erforderlich, den tatsächlichen Gesamtwert anzugeben; im Verlustfalle wurde jedoch nur der angegebene Wert ersetzt. Der Schadensersatz leitete sich später aus dem allgemeinen preußischen Landrecht ab. Ähnlich verhielt es sich in Bayern und Württemberg, wo ebenfalls voller Schadensersatz geleistet wurde. Die Gebührenordnungen regelten die Bedingungen. So war in Preußen seit 1824 alles als Wertsendung anzusehen, was den Gegenwert von 10 Taler überstieg. Es musste der volle Wert angegeben werden, wofür die entsprechende Taxe zu zahlen war.
Die Postverwaltungen gingen in Preußen und Bayern ab 1848, in Württemberg ab 1851 dazu über, die Wertangabe wieder den Postkunden zu überlassen, und einen Versicherungsvertrag über den Wert abzuschließen. Hierzu wurde in Preußen die Assekuranzgebühr, in Bayern die Garantietaxe und in Württemberg das Wertporto erhoben und der Beförderungsgebühr zugerechnet. Voller Ersatz wurden nur für deklarierte Wertsendungen geleistet, während für Pakete ein Höchstsatz festgelegt war.

## Wertbriefabkommen
Auf dem Weltpostkongress in Bern (1874) wurde der Austausch von Wertbriefen im internationalen Postverkehr vorgeschlagen. Beim Kongress 1878 in Paris konnte das Abkommen abgeschlossen werden. Der Weltpostkongress in Wien 1891 fügte dem Wertbrief- das Wertkästchenabkommen hinzu. Beide wurden ständig erweitert, wobei der Handelswert oder die Zollpflichtigkeit sowie die Versicherung Gegenstand der Verbesserungen war. Nach und nach schlossen sich immer mehr Länder den Abkommen an.

## Versiegelungen
Bei der Versiegelung eines Postpakets wird dieses verschnürt, wobei sämtliche Kreuzungspunkte der Paketschnur versiegelt werden. Dazu wird spezieller Siegellack erwärmt, auf den Knotenpunkt getropft, und der Lack mit Hilfe eines speziellen Siegelstempels geprägt. Das dabei entstehende Reliefmuster muss bis zum Eintreffen des Paketes beim Empfänger unversehrt sein.

## Deutschland

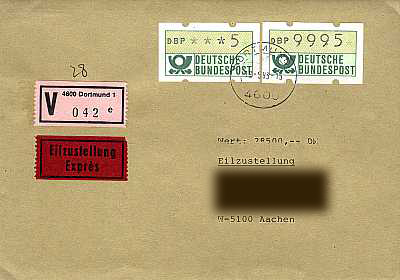
‚Wertbrief zu 28.500 DM mit Eilzustellung‘, der am 19. Mai 1993 verschickt wurde. Dieser Gebührensatz war zwischen dem 1. April 1993 und 31. August 1997 gültig.

Bei der Deutschen Bundespost wurden Wertbriefe über 500 DM und Pakete ab 3.000 DM zusätzlich mit Siegellack versiegelt. Der Höchstbetrag lag bei 100.000 DM.
Bei der Deutschen Post AG betrug die maximale Wertangabe für Wertbriefe ins Ausland (Wert International) bei Valoren Klasse I 25.000 Euro bzw. bei Valoren Klasse II 500 Euro (unter Berücksichtigung der Wertbeträge der Zielländer). Wert International war allerdings nicht in alle Länder der Welt möglich. Je nach Zielland musste der Brief bzw. das Paket versiegelt werden.
Seit Juli 2010 ist keine Kennzeichnung als Wertbrief und auch keine Versiegelung mehr erwünscht; die Sendung wird nur noch als Einschreiben ausgezeichnet und ist bis zum Höchstwert von 5.000 Euro zugelassen. Der Wertbrief International kann seit dem 1. Juli 2010 weltweit verschickt werden, wobei Bargeldversand ausgeschlossen ist.
Wertbriefe werden nicht in allen Postfilialen angenommen. Für Wertbriefe innerhalb Deutschlands können allerdings Labels im Internet gekauft werden, mit denen die Briefe in jeder Postfiliale eingeliefert oder in einen Briefkasten geworfen werden können. Bei Wertbriefen ins Ausland ist dies nicht möglich.
Das Wertentgelt für Wert International beträgt (Stand Juli 2010) zusätzlich zum Porto für den Brief 2,05 Euro sowie weitere 1,50 Euro pro angefangene 100 Euro Wertangabe.
Der nationale Wertbrief war als Pilotprojekt bis November 2010 zeitlich befristet und wurde nach Angaben der Bundesnetzagentur um ein Jahr bis zum 1. November 2011 verlängert. Die Deutsche Post AG teilte widersprüchlich zur Bundesnetzagentur auf ihrer Website mit, dass der Wertbrief national zum 19. November 2010 eingestellt wurde. Bereits erworbene Wertbrief-Marken könnten noch bis zum 31. März 2011 aufgebraucht oder zurückgegeben werden.
Am 1. Juli 2014 führte die Deutsche Post AG den „Wertbrief national“ wieder ein.

## Schweiz
In der Schweiz gibt es keine expliziten Wertbriefe. Es wird auf die Haftungsgrenzen regulärer Briefprodukte verwiesen (Haftungesgrenzen: Einschreiben CHF 500, A-Post Plus CHF 100, Postpac International Economy CHF 250, Postpac International Priority CHF 1000).

## Österreich
Wertbriefe sind in Österreich eine Versicherungs-Option zum Einschreiben. Die Kosten betragen 2,30 € für das Einschreiben, hinzu kommen wertabhängig: 1 % bei Wert bis 1.500 €; Festbetrag von 36 € bei Wert zwischen 1.501 € und 3.600 €; 1 % bei Wert ab 3.601 €.